# Journal of Thermal Analysis and Calorimetry
Journal of Thermal Analysis and Calorimetry (abrégé en J. Therm. Anal. Calorim.) est une revue scientifique à comité de lecture publiée par Springer Verlag en collaboration avec Akadémiai Kiadó. Ce mensuel publie des articles de recherches originales dans les domaines de l'analyse thermique comme l'analyse thermodifférentielle et la calorimétrie.
D'après le Journal Citation Reports, le facteur d'impact de ce journal était de 2,042 en 2014. Actuellement, la directrice de publication est Judit Simon.

## Histoire
Au cours de son histoire, le journal a changé de nom :
- Journal of Thermal Analysis, 1969-1997  (ISSN 0368-4466)
- Journal of Thermal Analysis and Calorimetry, 1998-en cours  (ISSN 1388-6150)